# Théorème du gradient
Le théorème du gradient est un théorème de l'analyse vectorielle qui met en relation l'intégrale de volume du gradient d'un champ scalaire et l'intégrale de surface du même champ.
Le théorème est le suivant :
où S est le bord de V et f un champ scalaire.

## Démonstration
Pour démontrer que ces deux vecteurs sont égaux, il suffit de vérifier que leurs produits scalaires par n'importe quel vecteur le sont, en utilisant le théorème de flux-divergence.
Soit {\displaystyle {\vec {u}}} un vecteur arbitraire, montrons que
{\displaystyle \left(\iint _{S}f~{\rm {d}}{\vec {S}}\right)\cdot {\vec {u}}=\left(\iiint _{V}{\vec {\nabla }}\!f~{\rm {d}}V\right)\cdot {\vec {u}}}
ou encore (le produit scalaire étant commutatif et distributif sur l'addition des vecteurs), montrons que
{\displaystyle \iint _{S}f\,{\vec {u}}\cdot {\rm {d}}{\vec {S}}=\iiint _{V}{\vec {\nabla }}\!f\cdot {\vec {u}}~{\rm {d}}V.}
Selon le théorème de flux-divergence,
{\displaystyle \iint _{S}f\,{\vec {u}}\cdot {\rm {d}}{\vec {S}}=\iiint _{V}{\rm {div}}(f\,{\vec {u}})~{\rm {d}}V.}
Or, d'après l'une des formules de Leibniz de l'analyse vectorielle, et puisque la divergence d'un champ vectoriel uniforme est nulle, on a
{\displaystyle {\rm {div}}(f\,{\vec {u}})={\vec {\nabla }}\!f\cdot {\vec {u}}+f\,{\rm {div}}({\vec {u}})={\vec {\nabla }}\!f\cdot {\vec {u}},}
ce qui, en remplaçant dans la dernière intégrale, établit l'égalité annoncée.